# ميربوا
ميربوا (بالفرنسية: mirepoix)‏ هي خليط من الخضراوات المقطعة إلى مكعبات صغيرة. يتكون تقليديًا من البصل، والجزر، والكرفس. يُطهى ببطء مع الدهون دون تحمير، مما يساعد على إبراز حلاوة الخضروات بدلاً من تغيير لونها. يُستخدم كأساس لإضفاء النكهة على مختلف أنواع المرق، والشوربة، واليخنة، والصلصة.